# Nancy Lenehan
Nancy Lenehan (Long Island, 26 aprile 1953) è un'attrice statunitense.

## Filmografia parziale

### Cinema
- Una canaglia a tutto gas (Smokey and the Bandit II), regia di Hal Needham (1980)
- Un amore rinnovato (She's Having a Baby), regia di John Hughes (1988)
- Non è stata una vacanza... è stata una guerra! (The Great Outdoors), regia di Howard Deutch (1988)
- Ma capita tutto a me? (Out on a Limb), regia di Francis Veber (1992)
- Pleasantville, regia di Gary Ross (1998)
- L'inglese (The Limey), regia di Steven Soderbergh (1999)
- Prova a prendermi (Catch Me If You Can), regia di Steven Spielberg (2002)
- Beauty Shop, regia di Bille Woodruff (2005)
- Per una vita migliore (A Better Life), regia di Chris Weitz (2011)
- Sex Tape - Finiti in rete (Sex Tape), regia di Jake Kasdan (2014)
- Night Swim, regia di Bryce McGuire (2024)

### Televisione
- Ti odio mamma (When She Was Bad...) - film TV (1979)
- La piccola Scott (Baby Girl Scott) - film TV (1987)
- Ci siamo anche noi (Student Exchange) - film TV (1987)
- Trappola per genitori - Vacanze hawaiane (Parent Trap: Hawaiian Honeymoon) - film TV (1989)
- Il sognatore di Oz (The Dreamer of Oz) - film TV (1990)
- Great Scott! - serie TV, 13 episodi (1992)
- Amelia Earhart - L'ultimo viaggio (Amelia Earhart: The Final Flight) - film TV (1994)
- Ellen - serie TV, 4 episodi (1996-1997)
- Grace Under Fire - serie TV, 12 episodi (1993-1998)
- Eddie e la gara di cucina (Eddie's Million Dollar Cook-Off) - film TV (2003)
- A casa con i tuoi (Married to the Kellys) - serie TV, 20 episodi (2003-2004)
- My Name Is Earl - serie TV, 10 episodi (2005-2008)
- Worst Week - serie TV, 16 episodi (2008-2009)
- La complicata vita di Christine (The New Adventures of Old Christine) - serie TV, 6 episodi (2006-2010)
- How to Be a Gentleman - serie TV, 9 episodi (2011-2012)
- People of Earth - serie TV, 20 episodi (2016-2017)
- Veep - Vicepresidente incompetente (Veep) - serie TV, 11 episodi (2014-2019)
- Bless This Mess - serie TV, 13 episodi (2019-2020)
- The Paper - serie TV (2025)

## Doppiatrici italiane
Nelle versioni in italiano delle opere in cui ha recitato, Nancy Lenehan è stata doppiata da:
- Anna Rita Pasanisi in Jack Ryan, Bless This Mess, The Boys
- Lorenza Biella in A casa con i tuoi, All Rise (ep. 3x11)
- Adele Pellegatta in Ally McBeal
- Paola Giannetti in Malcolm
- Aurora Cancian in Worst Week
- Doriana Chierici in Per una vita migliore
- Stefanella Marrama in All Rise (ep. 3x18)